# Pietà van Michelangelo
De Pietà van Michelangelo is een beroemd marmeren beeld van Michelangelo. De pietà bevindt zich in een kapel aan de rechterkant van het schip van de Sint-Pietersbasiliek in Vaticaanstad. De afmetingen zijn 174 cm bij 195 cm. Hoewel het beeld in de Sint-Pietersbasiliek met afstand het meest bekende exemplaar is, maakte Michelangelo hierna nog enkele andere beeldengroepen met hetzelfde onderwerp, waaronder de Rondanini Pietà, nu in Milaan, en de Florence Pietà.

## Achtergrond
De Franse kardinaal Jean Bilhères de Lagraulas bestelde het beeld in 1498 bij de toen drieëntwintigjarige Michelangelo. Het werk was waarschijnlijk voor zijn graftombe in de Sint-Pietersbasiliek bestemd, maar kreeg al snel een eigen plaats in de nieuwe basiliek.
Jacopo Galli, een beschermheer van de kunst, speelde een bemiddelende rol bij de opdracht en had de kardinaal ervan verzekerd dat Michelangelo het fraaiste marmeren beeld in het toenmalige Rome zou creëren. Het moest "een in een gewaad gehulde maagd Maria voorstellen met de dode Christus in haar armen". Bijzonder is de jeugdigheid van Maria, want in de vroegere beelden werd de moeder Gods als oudere vrouw gepresenteerd. Michelangelo zou hierbij hebben opgemerkt dat de moeder Gods door haar maagdelijkheid en reinheid haar jeugdige verschijning had behouden.
Michelangelo zelf hechtte groot belang aan de Pietà: dit is zijn enige gesigneerde werk. Hij zou het beeld pas gesigneerd hebben, nadat hij had gemerkt dat er geruzie ontstond over wie het gemaakt had. Michelangelo beitelde vervolgens zijn handtekening op het lint dat Maria’s gewaad bijeenhoudt.

## Beschrijving
Het beeld geeft het moment weer waarop Christus van het kruis gehaald is en op de schoot van Maria ligt. Maria’s rechterarm en rechterhand ondersteunen het bovenlichaam, terwijl haar linkerhand het lichaam als het ware presenteert aan de toeschouwer en hem oproept tot verering. Daarbij houdt zij haar ogen terneergeslagen, wat een directe dialoog met de gelovige onmogelijk maakt.
Een moeilijk detail van het beeld, namelijk het verbinden van de rechtop zittende Maria en de dwars uitgestrekte zoon tot een besloten eenheid, heeft Michelangelo meesterlijk opgelost: het lichaam van Christus wordt nagenoeg geheel binnen de omtrek van de Maria-figuur opgenomen. Op deze manier bereikt de kunstenaar niet alleen een elegante compositie, maar benadrukt hij ook nog eens de innige verbondenheid van moeder en zoon.
Daarnaast dragen de tegenstellingen in de sculptuur bij aan de bijzondere uitstraling ervan: Maria houdt met de ene hand vast en laat met de andere los, om de dode te presenteren. Het nagenoeg naakte, fraai belijnde lichaam van Christus is ingebed in het in zware plooien gedrapeerde gewaad van Maria. Maria’s lichaam straalt sterke verbondenheid met de aarde uit, terwijl de Verlosser slechts met de tenen van een voet de grond raakt.

## Latere lotgevallen
Aan het beeld is al meerdere malen schade toegebracht, vooral in 1972 toen het door de geoloog Laszlo Toth met een hamer werd verwoest. De man had grootheidswaanzin en riep uit dat hij Jezus Christus was, opgestaan uit de dood. De sculptuur wordt nu door middel van een glazen plaat tegen aanslagen beschermd. De Italiaanse zender Rai Tre maakte een documentaire over de restauratie van het beeld, waarin ook beelden zijn opgenomen van de aanslag en de reactie van de toenmalige paus Paulus VI.
Volgens de memoires van de kunsthandelaar Daniel Wildenstein was paus Paulus VI in 1978 van plan het beeld te verkopen om zo geld te genereren voor liefdadigheid. Uit de Italiaanse versie van het boek werden op verzoek van het Vaticaan de pagina’s verwijderd waarin deze voorgenomen verkoop werd vermeld.
Beeldhouwwerk: Madonna della scala (ca. 1491) · Strijd van de centauren (1492) · Crucifix (1492) · Sint Proculus · Sint Petronius · Bacchus (1497) · Pietà (ca. 1498-1499) · Madonna met kind (1501-1504) · David (ca. 1501-1504) · Tondo Pitti (1503) · Beelden van Paulus en Petrus op het Piccolomini-altaar, 1503 en 1504 · Tadei Tondo (1504-1506) · Matteüs (1505) · Mozes (1513-1516) · Rebellerende Slaaf (ca. 1513) · Stervende Slaaf (ca. 1513) · Cristo della Minerva (1515-1521) · Nieuwe Sacristie · Giuliano de' Medici · de Dag · de Nacht · Lorenzo de'Medici · de Ochtend · de Avond · De Medici Madonna · Jonge Slaaf (1520-1523) · Atlas Slaaf (1520-1523) · Bebaarde Slaaf (1520-1523) · Ontwakende Slaaf (1520-1523) · Apollo (1530) · Hurkende jongen (1530-1534) · De Overwinning (1532-1534) · Brutus (1540) · Florence Pietà (1547-1553) · Rondanini Pietà (1550-1564) 

Schilderij: De Verzoeking van de H. Antonius (1487-1488) · Madonna met kind en St.-Johannes en de engelen (ca. 1497) · De Graflegging (1500-1501) · Tondo Doni (ca. 1504) · Plafond van de Sixtijnse Kapel (1508-1512) · Het laatste oordeel (1541) · De bekering van Paulus (1542-1545) · De kruisiging van Petrus (1546-1550) 

Architectuur: Biblioteca Medicea Laurenziana (Florence, 1525) · Piazza del Campidoglio (Rome, 1536-1546) · Koepel van de Sint-Pietersbasiliek (Rome, 1546-1564) · Santa Maria degli Angeli e dei Martiri (Rome, 1561) · Porta Pia (Rome, 1564)